# Венесуэльско-колумбийские отношения

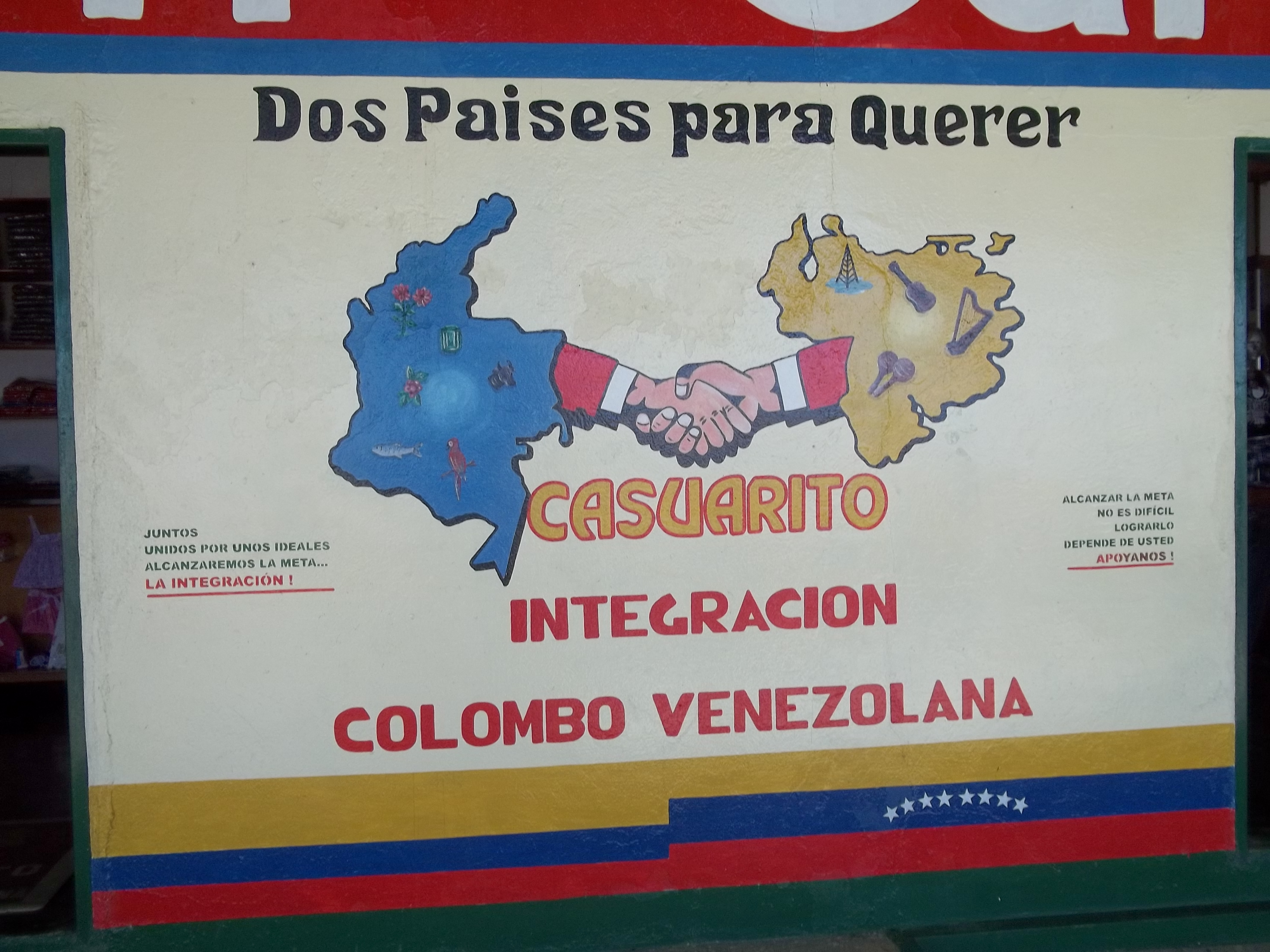

Венесуэльско-колумбийские отношения — двусторонние дипломатические отношения между Венесуэлой и Колумбией. Протяжённость государственной границы между странами составляет 2341 км.

## История
Отношения между странами остаются напряженными в течение последней половины XX века. Каракас и Богота были вовлечены в долгий спор относительно суверенитета над водами Венесуэльского залива. В августе 1988 года между странами произошёл конфликт из-за колумбийского судна вошедшего в венесуэльские территориальные воды, но обе страны смогли избежать вооружённого конфликта. В марте 1989 года президенты двух стран встретились на границе, чтобы обсудить этот и другие спорные вопросы. Венесуэльцы считают, что большинство колумбийцев живут в их стране нелегально или вообще без документов, обвиняют их в совершении различных преступлений.
Отношения значительно улучшились после беседы президентов в 1989 году, межправительственное сотрудничество в борьбе с незаконным оборотом наркотиков и боевиками, вышло на новый уровень. В августе 1990 года Президент Колумбии Сесар Гавириа встретился с президентом Андресом Пересом и подтвердил приверженность Колумбии в соблюдении межгосударственных соглашений. Со своей стороны Перес подчеркнул необходимость продолжения регулярных встреч глав двух государств в целях поддержания скоординированных усилий не только для решения пограничных вопросов, но и в разработке региональной внешней политики и экономической интеграции.
4 марта 2008 года Венесуэла объявила о закрытии границы с Колумбией из-за её военного вторжения на территорию Эквадора. Колумбия со своей стороны обвинила Уго Чавеса и эквадорского президента Рафаэля Корреа в поддержке повстанцев. 7 марта на саммите латиноамериканских стран стороны договорились об урегулировании конфликта мирным путём.
В 2010 году между странами разразился дипломатический скандал в связи с заявлением президента Колумбии Альваро Урибе, что правительство Венесуэлы активно сотрудничает с боевиками из ФАРК и ELN. В ответ на обвинения Венесуэла разорвала дипломатические отношения c Колумбией, высказывались предположения о возможной войне между странами. 7 августа 2010 года кризис был разрешен после того, как Хуан Мануэль Сантос вступил в должность нового президента Колумбии. Уго Чавес заявил, что Венесуэла не поддерживает боевиков и они вместе с президентом Сантосом договорились восстановить дипломатические отношения.
В августе 2015 года разгорелся дипломатический конфликт между Венесуэлой и Колумбией вследствие мер по борьбе с военизированными группировками и контрабандистами, принятых Венесуэлой, которые включали массовые депортации колумбийцев, проживающих на венесуэльской территории и закрытие границы.
23 февраля 2019 года президент Венесуэлы Николас Мадуро объявил о разрыве дипломатических отношений с Колумбией.
11 августа 2022 года, после прихода к власти в Колумбии Густаво Петро, дипломатические отношения между двумя странами были восстановлены. 1 января 2023 года были полностью открыты границы.